# Kalkonpärlhöna
Kalkonpärlhöna (Agelastes meleagrides) är en hotad fågel i den afrikanska familjen pärlhöns inom ordningen hönsfåglar.

## Utseende
Kalkonpärlhönan är en medelstor (40-45 centimeter) och småhövdad marklevande hönsfågel. Huvud och övre delen av halsen är bar och rödfärgad. Den är rent vit på nedre delen av halsen, bröst och övre delen av ryggen medan resten av kroppen är fint vitmarmorerat svart. Könen är lika men honan är något mindre.

## Utbredning och systematik
Fågeln förekommer från sydöstra Sierra Leone till Elfenbenskusten och västra Ghana. Den behandlas som monotypisk, det vill säga att den inte delas in i några underarter.

## Levnadssätt
Fågelns ekologi är dåligt känd. Den lever vanligtvis i små grupper om 15-20 individer, med som flest 38 noterade. Studier från Elfenbenskusten visar att den föredrar torrare skogar och verkar i viss grad kunna tolerera mänsklig påverkan. Den lever av insekter, små mollusker, bär och frön. Fågeln häckar från oktober till maj, möjligen året runt.

## Status
Artens levnadsmiljö försämras kraftigt till följd av avverkning. Detta i kombination med att arten också förföljs gör att internationella naturvårdsunionen IUCN anser den vara utrotningshotad och placerar den i hotkategorin sårbar. Världspopulationen uppskattas till mellan 50.000 och 100.000 vuxna individer.